# Thành phố Bayside

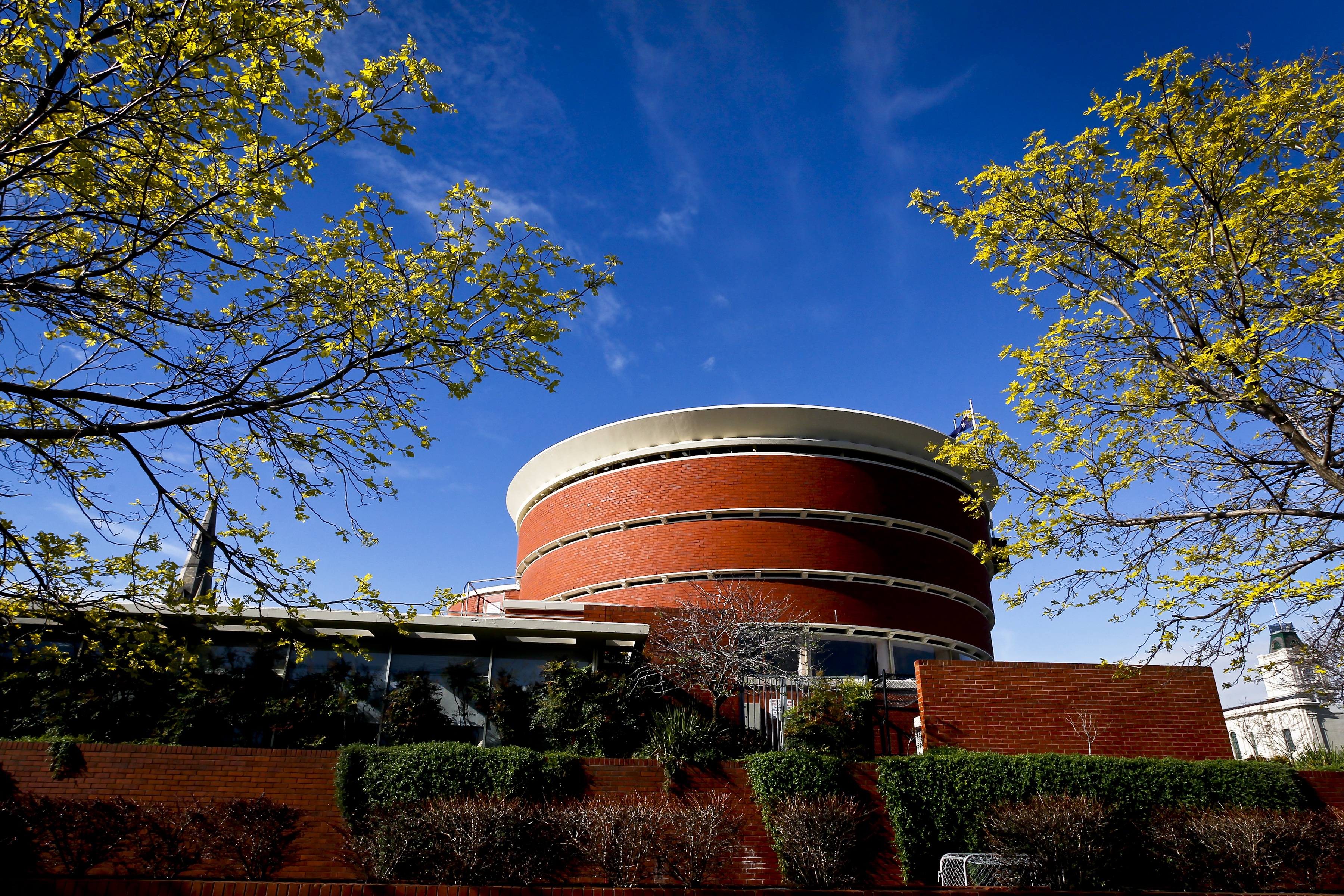
Khu Văn phòng Hội đồng (Council Chambers), đường Boxshall, Brighton

Thành phố Bayside (tiếng Anh: City of Bayside) là một khu vực chính quyền địa phương thuộc tiểu bang Victoria, Úc. Khu vực này nằm ở vùng ngoại ô phía nam vùng đô thị Melbourne, và có diện tích khoảng 36 km vuông cùng 101.321 cư dân sinh sống.

## Lịch sử

### Thị trấn Brighton
Năm 1858, chính quyền cai quản thuộc địa Victoria tuyên bố thành lập Thị trấn Brighton (Municipality of Brighton). Thị trấn được nâng cấp lên thị trấn tự trị (borough), năm 1863, thị xã (town) năm 1887) và thành phố năm 1919.

### Thành phố Sandringham
Năm 1862, chính quyền lập ra "road district" Moorabbin, sau đó nâng lên thành Quận Moorabbin năm 1871. Đến năm 1971, nhà chức trách chia tách hai phần phía Tây và phía Nam của quận này để lập ra thị trấn Sandringham (Borough of Sandringham). Ba năm sau đó, lại cho tách phần đất phía Nam của thị trấn để thành lập thêm thị trấn nữa mang tên Mentone và Mordialloc. Hai đơn vị này được nâng lên cấp town (thị trấn lớn/thị xã) Sandringham và thị xã Mentone và Mordialloc (năm 1919 và 1923). Năm 1923, thị xã Sandringham được công nhận là Thành phố Sandringham.

### Thành phố Moorabbin
Sau khi thành lập Quận Moorabbin, và chia tách Sandringham để lập thị trấn mới, một phần phía bắc quận này được tách ra để sáp nhập vào Thị trấn Brighton (Brighton Town) năm 1912. Thị trấn Mentone và Mordialloc thành lập năm 1920. Đến năm 1929, phần Moorabbin còn lại được điều chỉnh địa giới một lần nữa và năm 1934 chính thức được công nhận làm Thành phố.

### Thành phố Mordialloc
Tách ra từ Moorabbin cũ năm 1920, Mentone và Mordialloc chính thức được công nhận là thị trấn (Borough). Năm 1921, nó nhận thêm một phần đất từ Moorabbin. Đến năm 1923, thị trấn này được nâng hạng lên thị xã (town), và rút ngắn tên gọi thành Mordialloc. Tháng 5 năm 1926, nơi này được công nhận làm thành phố.

### Thành phố Bayside
Ngày 14 tháng 12 năm 1994, chính quyền tiểu bang ra nghị quyết hợp nhất các thành phố Brighton, Sandringham cùng một phần của hai thành phố Moorabbin và Mordialloc để lập ra một đơn vị hành chính cấp cơ sở mới, lấy tên là Bayside. Trụ sở của thành phố Bayside đặt ở Tòa thị chính Sandringham cũ.

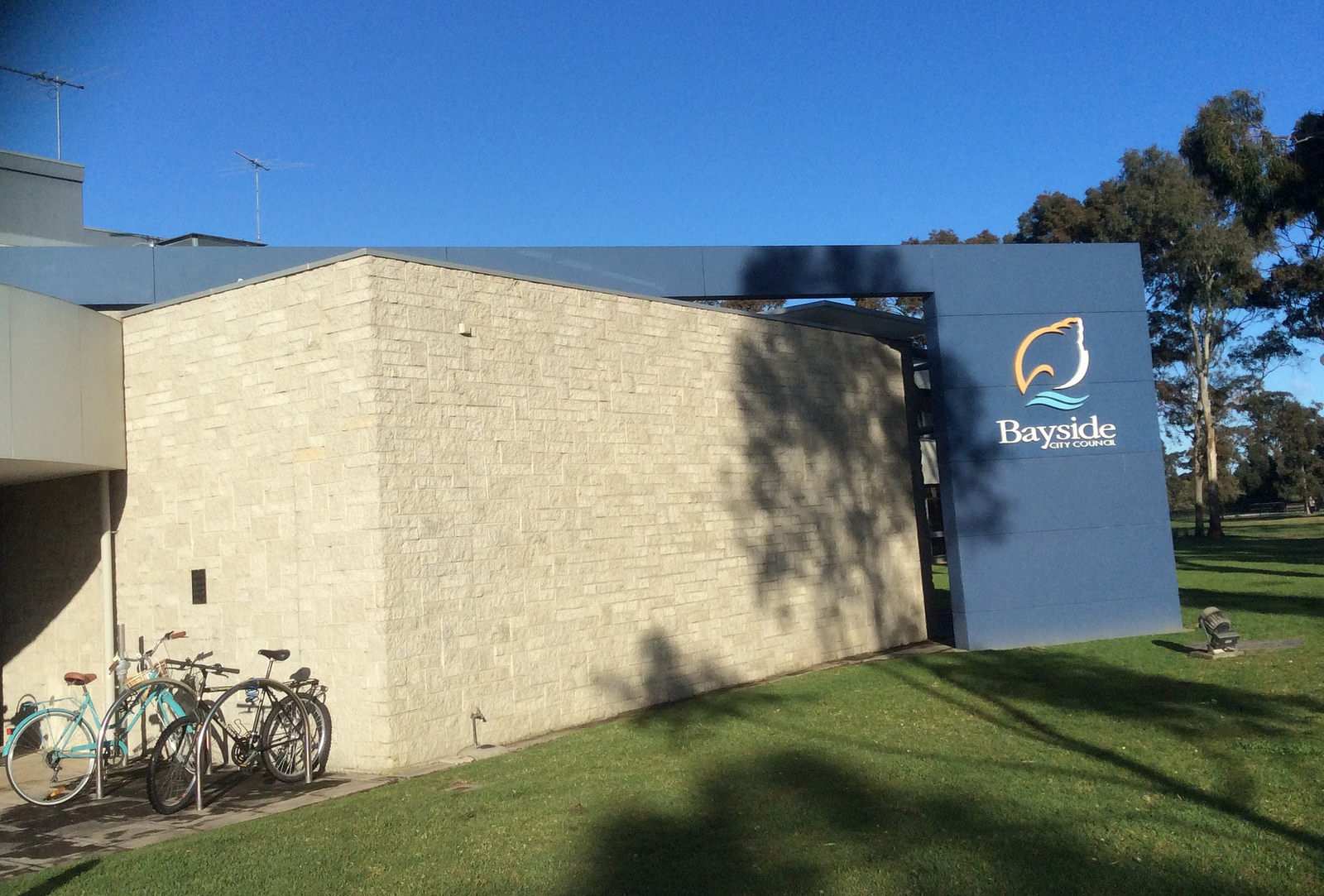
Tòa nhà hành chính của Hội đồng thành phố Bayside.

## Các vùng ngoại ô
- Beaumaris
- Black Rock
- Brighton
- Brighton East
- Cheltenham
- Hampton
- Hampton East
- Highett
- Pennydale (hiện giờ nằm trong vùng Cheltenham)
- Sandringham

## Hội đồng thành phố

### Cơ cấu hội đồng hiện tại, bầu tháng 10 năm 2016[3]
| Phường | Đảng | Đảng              | Nghị viên         | Ghi chú        |
| ------ | ---- | ----------------- | ----------------- | -------------- |
| Bắc    |      | Nghị viên độc lập | Alex del Porto    | Thị trưởng     |
| Bắc    |      | Tự do             | Michael Heffernan |                |
| Trung  |      | Tự do             | Rob Grinter       |                |
| Trung  |      | Tự do             | Sonia Castelli    |                |
| Trung  |      | Nghị viên độc lập | James Long        | Phó thị trưởng |
| Năm    |      | Nghị viên độc lập | Clarke Martin     |                |
| Năm    |      | Nghị viên độc lập | Laurence Evans    |                |

### Các nghị viên cũ
| Phường  | 1997 – 2000       | 2000 – 2003       | 2003 – 2005      | 2005 – 2008      |
| ------- | ----------------- | ----------------- | ---------------- | ---------------- |
| Dendy   | Elizabeth Francis | Gary Andrews      | Gary Andrews     | Kristin Stegley  |
| Were    | Jill McKiggan     | Michael Heffernan | Tim Ryan         | Clifford Hayes   |
| Mair    | Alex del Porto    | Alex del Porto    | Alex del Porto   | Alex del Porto   |
| Smith   | Graeme Disney     | Graeme Disney     | Mike Dwyer       | James Long       |
| Clayton | Craig Tucker      | Craig Tucker      | Andrew McLorinan | Andrew McLorinan |
| Abbott  | Michael Harwood   | Nicholas Eden     | Chris Carroll    | Michael Norris   |
| Charman | Terry O'Brien     | Terry O'Brien     | Craig Tucker     | Terry O'Brien    |
| Ebden   | Simon Russell     | Simon Russell     | Derek Wilson     | Derek Wilson     |
| Moysey  | Vivien Kluger     | Ken Beadle        | Ken Beadle       | John Knight      |

| Ward      | Năm 2008 - 2012                                 | 2012 - 2016                             |
| --------- | ----------------------------------------------- | --------------------------------------- |
| Trung tâm | James Dài Felicity Frederico Louise Cooper-Shaw | James Dài Felicity Frederico Bruce Lowe |
| Phía bắc  | Clifford Hayes Alex del Porto                   | Michael Heffernan Alex del Porto        |
| Phía nam  | Michael Norris Simon Russell                    | Heather Stewart Lawrence Evans          |